# Comfort food

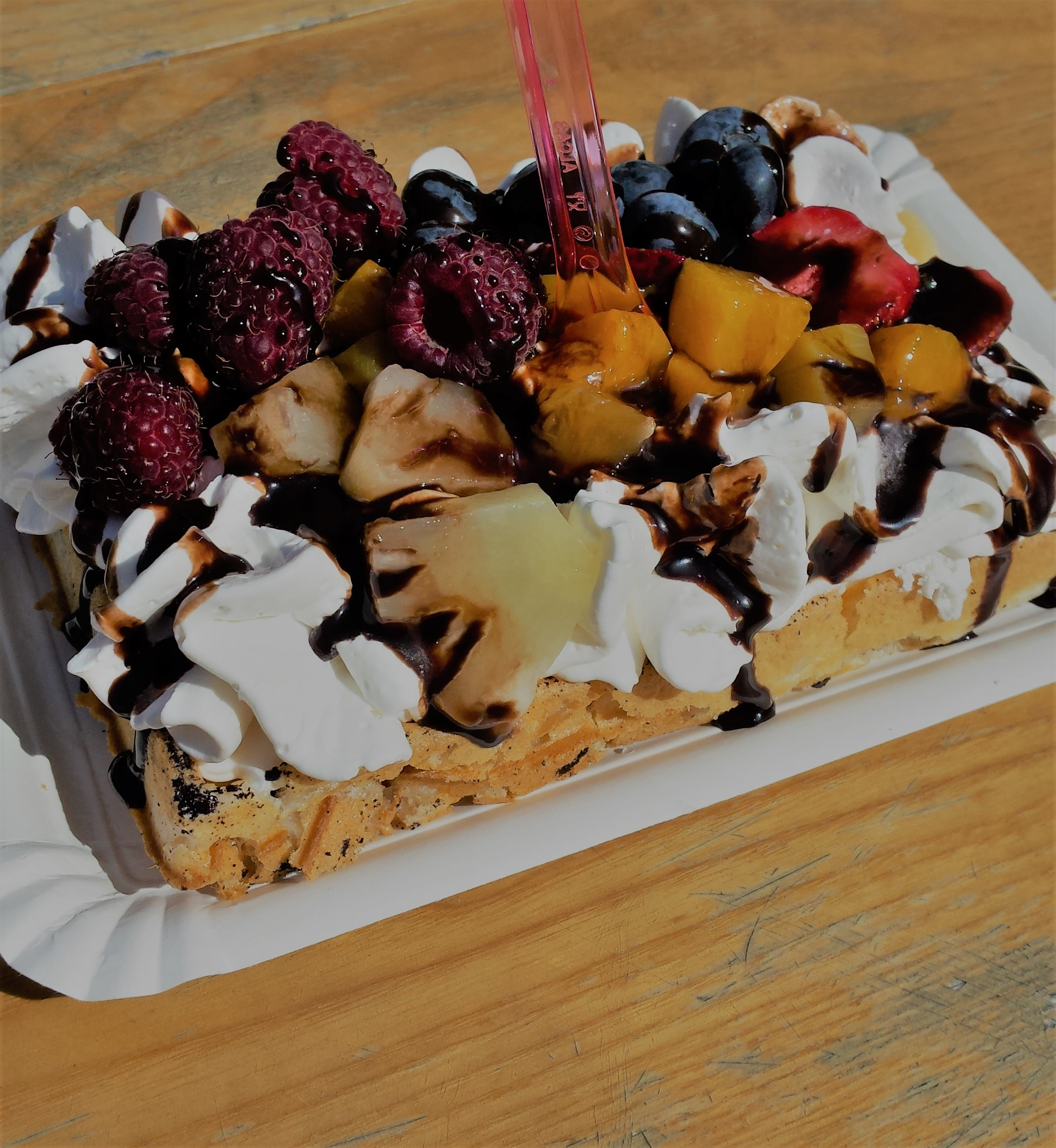
Gofr - przykład produktu comfort food

Comfort food (ang. jedzenie pocieszające) – żywność lub produkty w tradycyjnym stylu, którym przypisywana jest wartość sentymentalna lub nostalgiczna. Uczucie to może być specyficzne dla danej osoby lub mieć zastosowanie w określonej kulturze lub kręgu kulturowym.

## Charakterystyka
Jedzeniem określanym jako comfort food są często tradycyjne, szybkie, domowe posiłki, kojarzone z dzieciństwem, rodzinnym domem czy przyjaciółmi. Pokarmy te mogą wywoływać pozytywne wspomnienia związane z konkretną osobą, czasem lub miejscem. Żywność ta niesie za sobą pewnego rodzaju psychiczny komfort. 
Mianem comfort food nazywane są też produkty, charakteryzujące się wysoką kalorycznością, wysokim poziomym węglowodanów i prostym przygotowaniem. Bywa więc tak określana żywność typu Fast-food (niektóre rodzaje pizzy, frytki) czy słodycze (lody, czekolada).

## Historia terminu
Sformułowanie comfort food pojawia się co najmniej od 1966 roku, kiedy to amerykańska gazeta codzienna Palm Beach Post użyła tego określenia w swoim opowiadaniu o otyłości. Miało brzmieć następująco: Dorośli pod wpływem silnego stresu, zwracają się do tego co można nazwać comfort food, czyli jedzenia kojarzonego z bezpieczeństwem w dzieciństwie jak gotowane jajko czy zupa z kurczaka. Jedenaście lat później, w 1977 roku, sformułowanie to, ponownie pojawiło się w artykule The Washington Post, a Oxford English Dictionary zaczął śledzić losy terminu.  Współcześnie, termin ten jest stosowany powszechnie, zwłaszcza przez specjalistów z zakresu psychologii jedzenia, socjologów, ale także restauratorów czy recenzentów kulinarnych.

## Psychologia jedzenia
Szukając odpowiedzi na pytanie dlaczego comfort food jest tak chętnie i często wybierane, można odnieść się do psychologii i przeprowadzonych dotychczas badań empirycznych. Czynnikiem sprzyjającym konsumpcji tego typu żywności jest doświadczanie negatywnych emocji oraz próba ich regulacji. Jedzenie staje się sposobem na pocieszenie i wejście w pozytywny stan emocjonalny.
Spożywanie wysokokalorycznych i wysokotłuszczowych produktów z dużą zawartością soli lub cukru takich jak lody, frytki, pizza, aktywuje system nagradzania w mózgu, co powoduje chwilowe odczuwanie przyjemności i wzrost pobudzenia emocjonalnego. Osoby przeżywające negatywne emocje wykazują tendencję do wybierania niezdrowej żywności (pizza, frytki), chcąc w ten sposób doświadczyć natychmiastowej gratyfikacji. Badania wskazują, że zjedzenie czekolady zmniejsza głód, zwiększa poziom energii i poprawia nastrój. Badania wskazują, że spożywanie produktów mających sentymentalne konotacje poprawia samopoczucie. Jednocześnie część kobiet wskazuje, że spożyciu tych produktów towarzyszy poczucie winy. Warto podkreślić, że w Polsce jest już dostępna polska wersja Kwestionariusza Postaw wobec Czekolady.
Jedzenie sentymentalne może być odpowiedzią na przeżywane negatywne emocje i stres, oraz przyjmować formę jedzenia emocjonalnego. To w konsekwencji stanowi czynnik sprzyjający epidemii otyłości w Stanach Zjednoczonych i na świecie.
Istnieje bardzo duża różnorodności zarówno wśród osób jak i kultur pod względem klasyfikacji produktów do kategorii comfort food. Badania przeprowadzone wśród starszych mieszkańców Ameryki Północnej urodzonych w latach 1897-1949 wykazały, że za potrawę budzącą pozytywne myśli najczęściej była uznawana zupa z kurczaka.
Badania sugerują również, że płeć może być czynnikiem różnicującym wybory produktów żywnościowych. W jednym z badań, dotyczącym preferencji żywieniowych Amerykanów, mężczyźni do comfort food chętniej zaliczali ciepłe posiłki (steki, zupy, zapiekanki), podczas gdy kobiety wolały szybkie przekąski, takie jak lody czy czekoladę. Dodatkowo, młodsze osoby częściej spożywały przekąski, w porównaniu z osobami powyżej 55 roku życia.

## Polskie comfort food
Posiłki typu comfort food są ściśle powiązane z kulturą danego regionu i kraju. Do polskich produktów sentymentalnych należą tradycyjne, wspominane z dzieciństwa, ulubione dania. Można do nich zaliczyć rosół, zupę pomidorową, pierogi, bigos, kotlet schabowy, placki ziemniaczane, naleśniki czy sernik. Mimo że comfort food z często charakteryzuje się łatwością i prostotą sporządzenia, to część z polskich potraw wymaga większego wysiłku i dłuższego przygotowania. Lista tych produktów jest jednocześnie elastyczna i modyfikowalna, również ze względu na indywidualne upodobania.